# Gideon Barstow
Gideon Barstow (* 7. September 1783 in Mattapoisett, Massachusetts; † 26. März 1852 in St. Augustine, Florida) war ein US-amerikanischer Politiker. Zwischen 1821 und 1823 vertrat er den Bundesstaat Massachusetts im US-Repräsentantenhaus.

## Werdegang
Gideon Barstow besuchte die öffentlichen Schulen seiner Heimat. Zwischen 1799 und 1801 studierte er an der Brown University in Providence (Rhode Island). Nach einem Medizinstudium und seiner Zulassung als Arzt begann er in Salem in diesem Beruf zu arbeiten. Gleichzeitig schlug er als Mitglied der Demokratisch-Republikanischen Partei eine politische Laufbahn ein. Im Jahr 1820 war er Delegierter auf einer Versammlung zur Überarbeitung der Verfassung von Massachusetts. Bei den Kongresswahlen desselben Jahres wurde Barstow im zweiten Wahlbezirk von Massachusetts in das US-Repräsentantenhaus in Washington, D.C. gewählt, wo er am 4. März 1821 die Nachfolge von Nathaniel Silsbee antrat. Da er im Jahr 1822 auf eine weitere Kandidatur verzichtete, konnte er bis zum 3. März 1823 nur eine Legislaturperiode im Kongress absolvieren.
Zwischen 1823 und 1837 saß Barstow mehrfach als Abgeordneter im Repräsentantenhaus von Massachusetts. In den Jahren 1827 und 1834 gehörte er auch dem Staatssenat an. Bei den Präsidentschaftswahlen von 1832 war er Wahlmann für Henry Clay. In den 1830er Jahren wurde Gideon Barstow Mitglied der Whig Party. Später zog er aus gesundheitlichen Gründen nach St. Augustine in Florida, wo er am 26. März 1852 starb.